# Federalisme (PSd'Az-UV)
Federalisme (PsdAz-UV) és el nom que van dur diverses llistes electorals que es presentaren a eleccions europees dels anys setanta i a leseleccions legislatives italianes de 1992 que aplegaven moviments autonomistes i federalistes italians, darrere dels quals s'hi trobava Unió Valldostana (sempre) i el Partit Sard d'Acció (només del 1984 al 1993). Es presentà aquesta llista a: 

## Eleccions europees de 1979
A les eleccions europees de 1979 la llista Unió Valldostana – Federalisme Europa Autonomia, va obtenir el 0,47% dels vots i cap escó. Aplegava els moviments:
- Alpazur
- Comunitat Juliano-Dàlmata
- Comunitat Istriana
- Coumboscuro
- Demòcrates Populars
- Front Justicialista Sicilià
- Front Nacional Sicilià
- Moviment Polític Ladins
- Lliga Vèneta
- Moviment d'Arnàssita Piemontèisa
- Moviment Autonomista Occità
- Moviment Independentista Triestí
- Partei der Unabhängigen
- Partit Popular Trentino Tirolès
- Partit Federalista Europeu
- Sardenya i Llibertat
- Slovenska Skupnost / Unione Slovena
- Unió Ossolana per l'Autonomia
- Unió Valldostana Progressista

## Eleccions europees de 1984
A les eleccions europees de 1984 s'hi va adherir el Partit Sard d'Acció, però la Lliga Vèneta es presentà amb la Unió per l'Europa Federalista. La llista, anomenada Federalisme-Europa dels Pobles, va obtenir el 0,55% i un escó per a Michele Columbu (PSd'Az).

## Eleccions europees de 1989
A les eleccions europees de 1989 la llista s'anomenà Federalisme, va obtenir el 0,60% i l'escó per a Mario Melis. Endemés d'UV i el PSdAz rebia el suport de:
- Moviment Autonomista Occità
- Moviment Friül
- Moviment Meridional
- Slovenska Skupnost / Unione Slovena
- Union für Südtirol
- Unió del Poble Vènet

## Eleccions legislatives de 1992
A les eleccions legislatives italianes de 1992 la coalició es presentà com a Federalismo-Pensionati Uomini Vivi, gràcies a l'acord amb el Movimento Pensionati Uomini Vivi del senador radical Luigi D'Amato. Va obtenir a la Cambra dels Diputats el 0,39% i 1 diputat (Giovanni Carlo Acciaro del PSAZ) i al Senat 0,51% i un senador (Valentino Martelli, a part de a la Vall d'Aosta, on UV va obtenir un diputat (Luciano Caveri) i un senador (Cesare Dujany). La coalició era formada per:
- Moviment Meridional
- Movimento Pensionati Uomini Vivi
- Partit Sard d'Acció (PSd'Az)
- Slovenska Skupnost / Unione Slovena
- Union für Südtirol (UfS)
- Unió Valldostana (UV)

Després de les eleccions es produïren divergències per la manca de respecte del PSAz del torn rotatori al Parlament Europeu, ja que Melis no va dimitir en favor de Luciano Caveri (UV) i Alfons Benedikter (UfS). La crisi esclatà quan Martelli ingressà al PLI, i la coalició es trencà.

## Eleccions europees de 1994
A les eleccions europees de 1994 i successives Federalisme fou el símbol d'UV i no assolí cap escó, raó per la qual a les europees de 1999 presentà llistes conjuntes amb I Democratici, mercè la quan Luciano Caveri va mantenir el seu euroescó. Repetí la jugada a les europees de 2004 dins la llista l'Ulivo, però no va reeixir.

## Resultats electorals

### Parlament italià
| Any  | Vots    | %    | Diputats | +/- | Vots    | %    | Senadors | +/- |
| ---- | ------- | ---- | -------- | --- | ------- | ---- | -------- | --- |
| 1979 | 33,250  | 0.09 | 1 / 630  | Nou | 37 082  | 0,12 | 1 / 315  | Nou |
|      |         |      |          |     |         |      |          |     |
| 1992 | 154 987 | 0,39 | 1 / 630  | Nou | 174 713 | 0,52 | 1 / 315  | Nou |

### Eleccions europees
| Any  | Vots    | %    | Escons | +/- |
| ---- | ------- | ---- | ------ | --- |
| 1979 | 166 393 | 0,47 | 0 / 81 | Nou |
| 1984 | 193 430 | 0,55 | 1 / 81 | 1   |
| 1989 | 207 739 | 0,60 | 1 / 81 | =   |
| 1994 | 126 937 | 0,39 | 0 / 87 | 1   |
| 1999 | 41 227  | 0,13 | 0 / 87 | =   |
| 2004 | 29 598  | 0,09 | 0 / 78 | =   |